# Peromyia miyazakiensis
Peromyia miyazakiensis är en tvåvingeart som beskrevs av Jaschhof 2001. Peromyia miyazakiensis ingår i släktet Peromyia och familjen gallmyggor. Inga underarter finns listade i Catalogue of Life.